# Galepsus centralis
Galepsus centralis es una especie de mantis de la familia Tarachodidae.

## Distribución geográfica
Se encuentra en el Congo y Tanzania.